# La Savoie (hebdomadaire)
Pour les articles homonymes, voir Savoie (homonymie).
La Savoie est un hebdomadaire savoyard membre du groupe Le Messager (Presse Alpes-Jura), basé à Albertville.